# بخش ریچلند (شهرستان لوگان، اوهایو)
بخش ریچلند (به انگلیسی: Richland Township) یک منطقهٔ مسکونی در ایالات متحده آمریکا است که در شهرستان لوگان، اوهایو واقع شده‌است.
 بخش ریچلند ۷۷٫۳ کیلومتر مربع مساحت و ۲٬۴۸۲ نفر جمعیت دارد و ۳۱۷٫۰ متر بالاتر از سطح دریا واقع شده‌است.